# لایکا ام۱
لایکا ام۱ (به انگلیسی: Leica M1) یک دوربین عکاسی تک‌لنزی بازتابی ۳۵ میلی‌متری ساخت شرکت لایکا است.